# Kariótai
Kariótai (Kariotes) är en ort i Grekland.   Den ligger i prefekturen Lefkas och regionen Joniska öarna, i den centrala delen av landet, 280 km väster om huvudstaden Aten. Kariótai ligger 42 meter över havet och antalet invånare är 532. Den ligger på ön Lefkas.
Terrängen runt Kariótai är huvudsakligen kuperad, men norrut är den platt. Havet är nära Kariótai österut.  Närmaste större samhälle är Lefkáda, 3,7 km norr om Kariótai. 